# St. Pantaleon (Gemeinde St. Pantaleon-Erla)
St. Pantaleon ist eine Ortschaft und Katastralgemeinde in der Gemeinde St. Pantaleon-Erla im Bezirk Amstetten in Niederösterreich. Die Ortschaft hat 1918 Einwohner (Stand: 1. Jänner 2024). Bis Ende 1970 war St. Pantaleon eine eigenständige Gemeinde.

## Lage
Der Ort St. Pantaleon liegt in der Donauniederung östlich der Stadt Enns in Oberösterreich.
- Albing: Nordwestlich der Großweiler Albing mit Resten vom Legionslager Albing
- Pyburg: Nordwestlich der Weiler Pyburg südlich der Mauthausner Donaubrücken
- Stein: Weiler Stein mit Resten vom Kastell St. Pantaleon-Stein

## Geschichte
Eine römische Besiedlung um das bei Albing ergrabene Legionslager in den 70er Jahren des 2. Jahrhunderts.
Urkundlich wurde 1423 Zwieselkirchen genannt, wohl in das 12. Jahrhundert zurückreichend. Seit 1660 und vor allem im 18. Jahrhundert ein Wallfahrtsziel.
Die Ortschaft war bis zur Donauregulierung von 1823 bis 1835 in Ufernähe ständig von Überschwemmungen bedroht.
Ab 1848 war St. Pantaleon eine selbständige Gemeinde. Laut Adressbuch von Österreich waren im Jahr 1938 ein Bäcker, ein Binder, ein Drechsler, drei Gastwirte, zwei Gemischtwarenhändler, ein Glaser, eine Hebamme, zwei Mühlen, zwei Sägewerke, ein Schmied, ein Schneider und zwei Schneiderinnen, ein Schuster, zwei Tischler und ein Wagner ansässig.
Mit der NÖ. Kommunalstrukturverbesserung 1971 erfolgte die Zusammenlegung mit Erla, das Gemeindeamt steht in St. Pantaleon.

## Verbauung
Das Haufendorf hat eine lockere zweigeschoßige Verbauung mit Gehöften verschiedener Struktur sowie Kleinhäuser und vielfach Um- und Neubauten des 20. Jahrhunderts.

## Kultur und Sehenswürdigkeiten
- Pfarrkirche St. Pantaleon in Niederösterreich
- Kirchhof mit Eder-Kapelle, ehemaligem Mesnerhaus und Kriegerdenkmal
- Pfarrhof
- Friedhof mit Friedhofskapelle
- Statue Johannes Nepomuk an der Erlabrücke
- Hauskapelle im Weiler Stein